# Paul Hamilton
Paul Hamilton (Asaba-Asa, Nigeria, 31 de julio de 1941-Lagos, Nigeria, 30 de marzo de 2017) fue un futbolista y entrenador de fútbol de Nigeria que jugó en la posición de centrocampista.

## Carrera

### Club
Jugó toda su carrera con el NEPA Lagos de 1961 a 1975, equipo con el que ganó la Copa de Nigeria en dos ocasiones.

### Selección nacional
Jugó para Nigeria en 23 ocasiones de 1963 a 1973 y anotó 11 goles; participó en los Juegos Olímpicos de México 1968 y en la Copa Africana de Naciones 1963.

### Entrenador
| Periodo   | Club             |
| --------- | ---------------- |
| 1987-1989 | Nigeria          |
| 1995      | Nigeria femenino |

## Muerte
Hamilton había sido diagnosticado con problemas renales y cardíacos.
Como resultado de varias cirugías le fue amputada su pierna izquierda. Murió a causa de una larga enfermedad en el Hospital Militar de Yaba en Lagos el 30 de marzo de 2017.

## Logros
- Copa de Nigeria (2): 1965, 1970